# Pajar Tinggi
Pajar Tinggi is een bestuurslaag in het regentschap Lahat van de provincie Zuid-Sumatra, Indonesië. Pajar Tinggi telt 453 inwoners (volkstelling 2010).